# Tour de la Haute-Sambre
Le Tour de la Haute-Sambre est une course cycliste belge, disputée de 1986 à 2000 à Merbes-le-Château, ville située en Région wallonne dans la province de Hainaut.

## Palmarès
| Année | Vainqueur           | Deuxième               | Troisième           |
| ----- | ------------------- | ---------------------- | ------------------- |
| 1986  | Yves Godimus        | William Tackaert       | Willem Wijnant      |
| 1987  | Ludo Giesberts      | Jean-Marc Vandenberghe | Paul Haghedooren    |
| 1988  | Koen Vekemans       | Nico Verhoeven         | Ronny Vlassaks (nl) |
| 1989  | Ferdi Dierickx      | Michel Vermote         | Hendrik Redant      |
| 1990  | Hendrik Redant      | Luc Colijn             | Dante Rezze         |
| 1991  | Wiebren Veenstra    | Johan Capiot           | Eric Vanderaerden   |
| 1992  | Edwig Van Hooydonck | Marc Wauters           | Stéphane Hennebert  |
| 1993  | Wanderley Magalhães | Hans De Meester        | Stéphane Hennebert  |
| 1994  | Léon van Bon        | Ludo Dierckxsens       | Bart Leysen         |
| 1995  | Eric De Clercq      | Raymond Meijs          | Jeroen Blijlevens   |
| 1996  | Johan Capiot        | Geert Van Bondt        | Robbie Vandaele     |
| 1997  | Patrick De Wael     | Brian Dalgaard         | Oleg Pankov         |
| 1998  | Peter Wuyts         | Wim Omloop             | Jarno Vanfrachem    |
| 1999  | Wim Omloop          | Jurgen Van Roosbroeck  | Bekim Christensen   |
| 2000  | Ludovic Capelle     | Michel Vanhaecke       | Geert Omloop        |